# Kloster Žiča

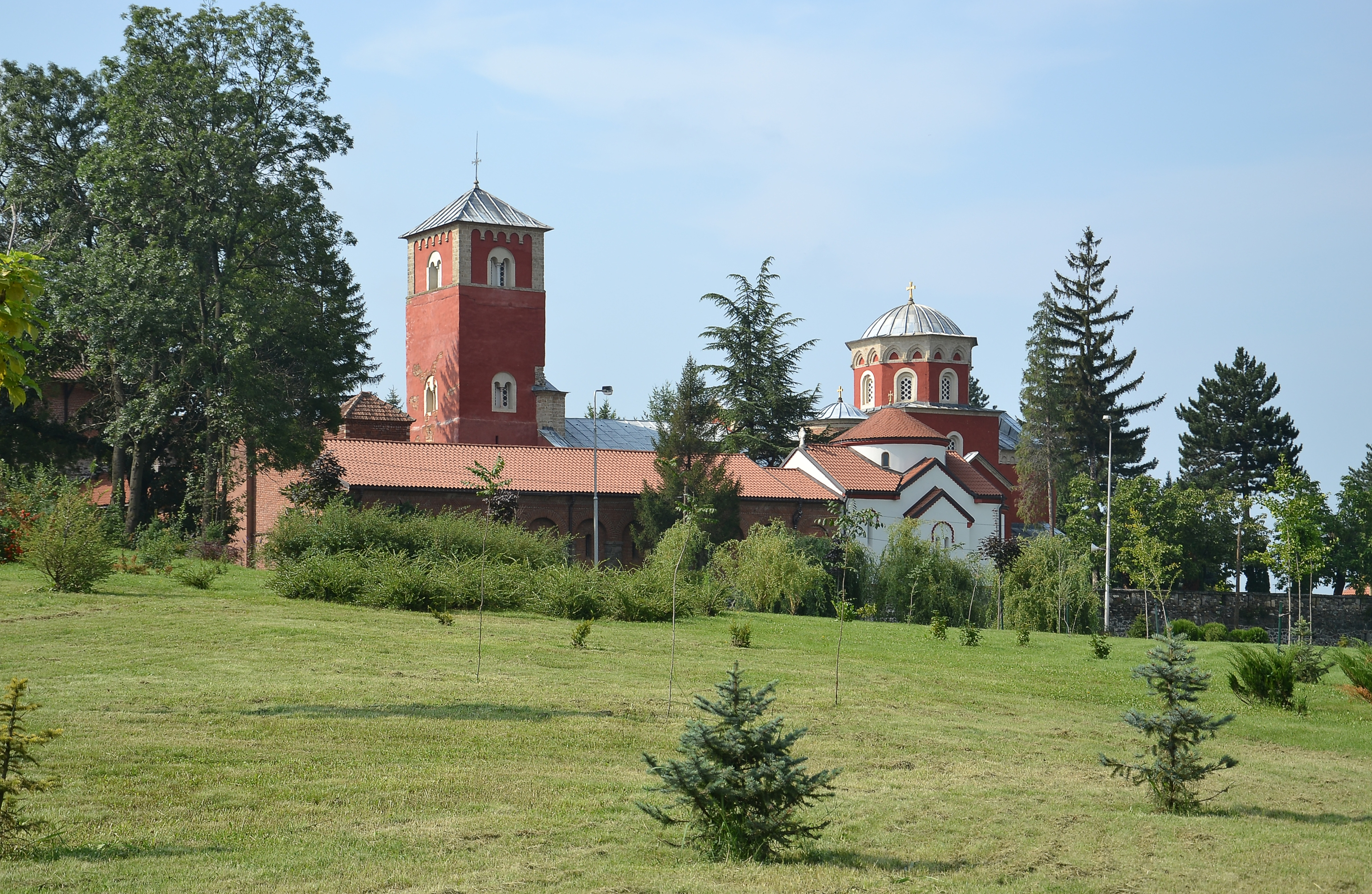
Kloster Žiča

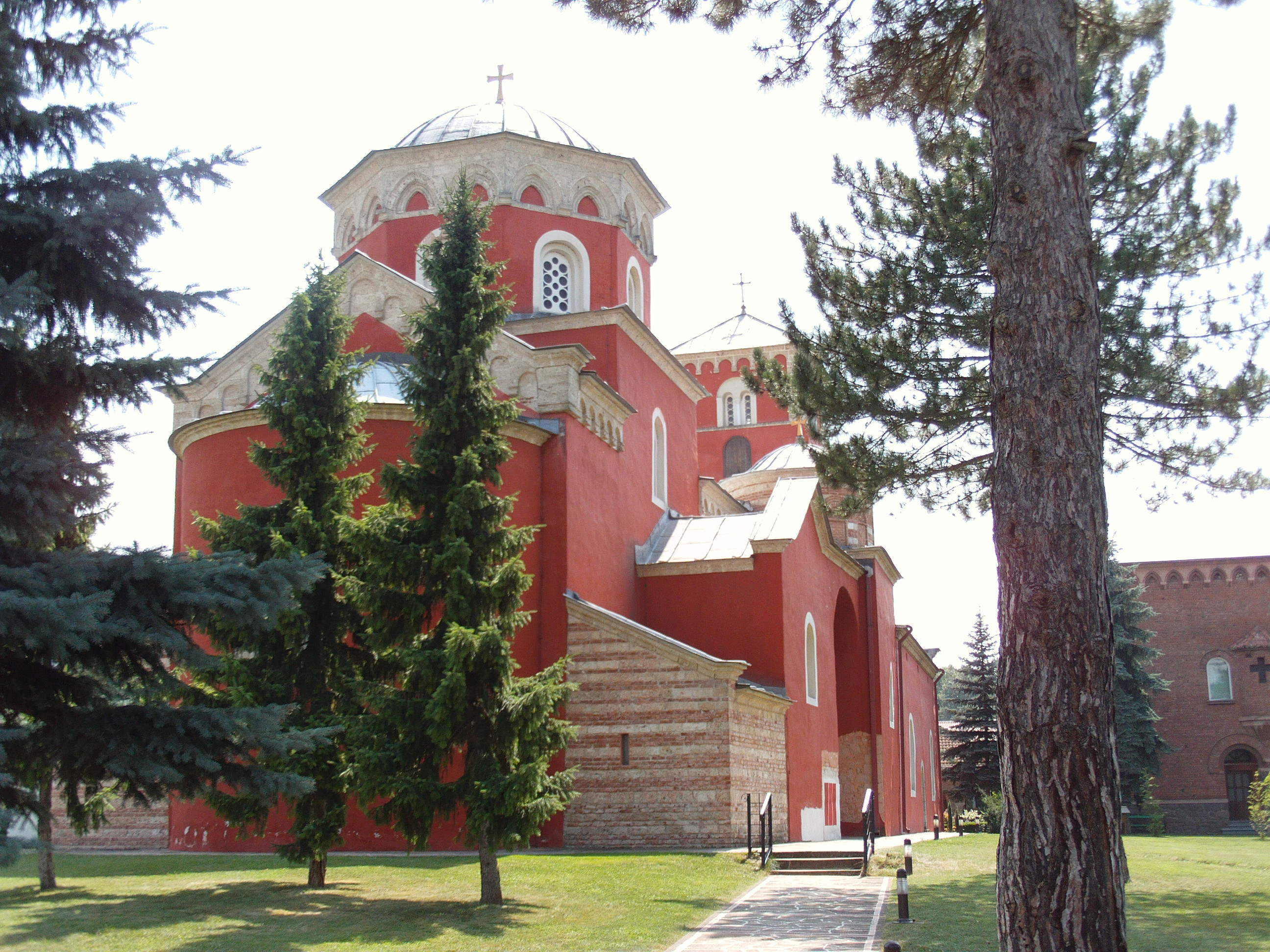
Christi-Himmelfahrt-Kirche im Kloster Žiča

Das Kloster Žiča (serbisch Манастир Жича Manastir Žiča) ist ein serbisch-orthodoxes Kloster bei Kraljevo und Vrnjačka Banja am Ausgang der Schlucht des Ibar. Das Kloster liegt am Rande des Dorfes Žiča (Kraljevo). In seiner Stellung als Bischofssitz des ersten serbischen Exarchen ist es neben dem Kloster Studenica, sowie dem Athos-Kloster Hilandar eines der drei serbisch-orthodoxen Klöster, die den Ehrentitel (Carska-)Lawra tragen.

## Geschichte
Das Kloster Žiča wurde 1208 von Stefan Nemanjić, dem „Erstgekrönten“, auf Initiative des Heiligen Sava von Serbien gegründet. Als die serbisch-orthodoxe Kirche 1219 autonom wurde, wurde Sava in Žiča der erste serbische Erzbischof der autokephalen Kirche in Serbien. Das Kloster von Žiča war damit der erste Sitz des serbisch-orthodoxen Erzbistums, bevor es um 1250 nach Peć verlegt wurde.
Ein Großteil der serbischen Herrscher wurde in Žiča gekrönt. Heute ist das Kloster von Žiča ein Frauenkloster.

## Architektur
Die Kirche des Klosters, der Himmelfahrt Christi geweiht, gehört zur Raška-Schule. Die Fassade der Kirche ist rot wie die Klöster des Athos.